# 瓦爾納市鎮
43°11′N 27°52′E / 43.183°N 27.867°E

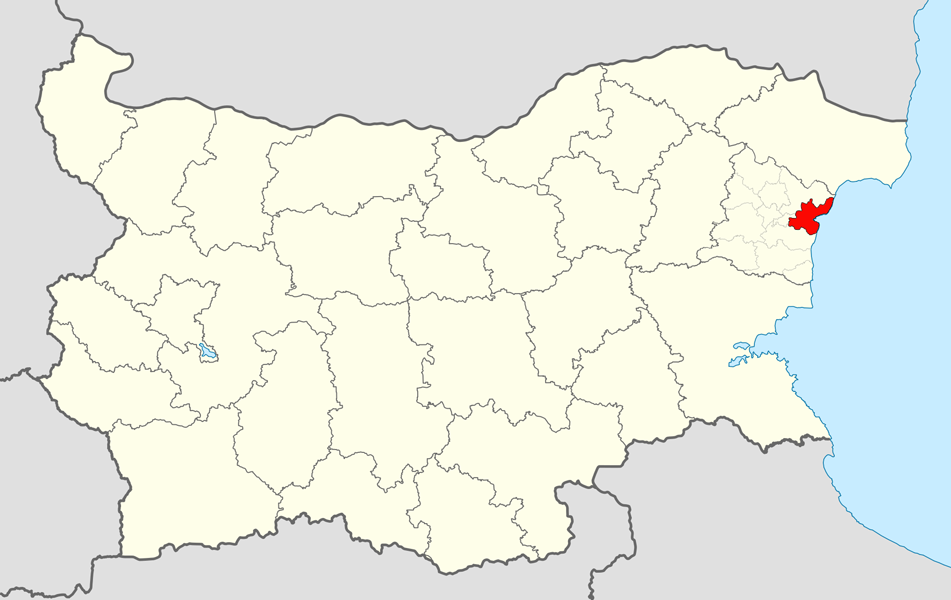

瓦爾納市，是保加利亞的城鎮，位於該國東北部，由瓦爾納州負責管轄，首府設於瓦爾納，面積237.5平方公里，2011年人口343,704，人口密度每平方公里1,447.17人。